# Життя видатних дітей
Життя видатних дітей — книжкова серія видавництва «Грані-Т» (Київ), заснована 2006 року. Об'єднує понад 30 книжок сучасних українських авторів. Частина книг серії схвалена Міністерством освіти і науки, молоді та спорту України. Кожен автор мав змогу особисто обрати своїх кумирів і написати про їхнє дитинство. Ця серія містить неймовірні історії про життя маленьких майбутніх письменників, художників, архітекторів, математиків, медиків, фізиків, які надихають своїм незламним прагненням досягти мрії.
Кожна книга серії містить п'ять оповідань сучасного українського письменника про дитинство відомих людей різних часів і народів. Ось як описує призначення серії видавництво:

| «Видатний французький письменник Антуан де Сент-Екзюпері стверджував, що «всі ми родом з дитинства». Наші дорослі досягнення ґрунтуються на дитячих спогадах та мріях. Ті, кому пощастило вчасно виявити свій талант, щасливі та відомі всьому світові. Історії геніального дитинства із серії «Життя видатних дітей» допоможуть вам і вашій дитині виявити саме той неповторний талант, що зробить вас батьками видатної особистості.»[1] |
Серія вийшла з ISBN 978-966-2923-77-3. Відповідальний редактор серії — Олена Мовчан

## Книги серії за роками випуску

### 2007
- Ніна Воскресенська про Олександра Македонського, Клеопатру, Івана Котляревського, Гаррі Гудіні, Фрітьофа Нансена[2][3]
- Любко Дереш про Миколу Гоголя, Марка Твена, Ніколу Теслу, Альберта Ейнштейна, Стівена Кінґа[4][5]
- Сашко Дерманський про Авіценну, Олександра Суворова, Олександра Довженка, Волта Диснея, Пеле[6]
- Олесь Ільченко про Леонардо да Вінчі, Карла Ліннея, Жюля Верна, Джона Рокфеллера, Лесю Українку, Вінстона Черчілля[7][8]*
- Олексій Надемлінський про Антоніо Страдіварі, Михайла Грушевського, Джима Корбетта, Леоніда Утьосова, Сальвадора Далі[9] (рос.)
- Ірен Роздобудько про Блеза Паскаля, Вольфі Моцарта, Ганса Андерсена, Катрусю Білокур та Чарлі Чапліна[10][11]*

### 2008
- Іван Андрусяк про Дмитра Туптала (святого Димитрія Ростовського), Григорія Квітку-Основ'яненка, Тараса Шевченка, Ніла Хасевича, Олексу Довбуша[12][13]*
- Валерій Воскобойніков про Йосипа Прекрасного, Архімеда, Миколая Чудотворця, Феодосія Печерського, Авраама Лінкольна, Джона Ленона, Біла Гейтса[14][15]
- Лариса Денисенко про Анжеліну Ісідору Дункан, Максима Рильського, Ігора Стравінського, Астрід Ліндґрен, Джонні Хрістофера Деппа ІІ[16]*
- Яна Дубинянська про Джері Даррела, Машу Єрмолову, Олю Кобилянську, Ованеса Айвазовського, Рея Бредбері[17][18]*
- Наталія Загорська про Дєніса Давидова, Міхаїла Булґакова, Олександра Купріна, Норґейта Тенцинґа, Марію Каллас[19]
- Андрій Кокотюха про Луї Буссенара, Томаса Майна Ріда, Миколу Миклухо-Маклая, Рафаеля Сабатіні, Роберта Луїса Стівенсона[20]*
- Леонід Кононович про Жанну д'Арк, Джордано Бруно, Джека Лондона, Рабіндраната Тагора, Богдана-Ігоря Антонича[21][22]*
- Валерій і Наталя Лапікури про Григорія Сковороду, Жана Анрі Фабра, Петра Котляревського, Івана Кожедуба, Михайла Остроградського[23][24]*
- Катерина Лебедєва про Богдана Хмельницького, Мері Рід, Владислава Городецького, Вірджинію Вулф, Девіда Боуї[25][26]*
- Володимир Лис про Сократа, Данила Галицького, Фернандо Маґеллана, Ісаака Ньютона, Шарлотту, Емілі, Енн Бронте[27][28]*
- Степан Процюк про Василя Стефаника, Карла-Густава Юнга, Володимира Винниченка, Архипа Тесленка, Ніку Турбіну[29]*
- Ірина Хомин про Карла Гаусса, Астрід Ліндгрен, Ніколо Паганіні, Каміллу Клодель, Ван Гога, Соломію Крушельницьку[30][31]*
- Олександр і Наталя Шевченки про Омара Хаяма, Грицька Чубая, Фредді Мерк'юрі, Джеймса Пола Маккартні, Стівена Спілберґа[32][33]*

### 2009
- Олена Анфімова про Міхаїла Ґлінку, Модеста Мусорґського, Соф'ю Ковалєвську, Константіна Ціолковського, Анну Ахматову[34]*
- Богдан Жолдак про Карпа Соленика, Йосипа Тимченка, Івана Піддубного, Юрія Кондратюка, Миколу Лукаша[35][36]*
- Анастасія Крачковська про Евариста Ґалуа, Теодора Рузвельта, Енді Воргола, Михайла Дзиндру, Маргарет Тетчер[37]*
- Марина Павленко про Павла Тичину, Надію Суровцову, Василя Симоненка, Василя Стуса, Ірину Жиленко[38][39]*
- Анатолій Птіцин про Шолом-Алейхема, Януша Корчака, Фріца Крейслера, Миколу Лукаша, Матір Терезу[40][41]*
- Владислав Таранюк про Івана Пулюя, Василя Єрошенка, Василя Каразіна, Агатангела Кримського, Лазаря Заменґофа[42]*

### 2010
- Анна Багряна про Марію Заньковецьку, Олену Телігу, Вангу, Марію Приймаченко, Славу Стецько[43][44]*
- Леся Воронина про Брюса Лі, Махатму Ганді, Жорж Санд, Фридеріка Шопена, Івана Миколайчука[45][46]*
- Богдан Логвиненко про Нестора Махна, Шарля де Ґолля, Олеся Бердника, Джохара Дудаєва, Романа Шухевича[47][48]*
- Оксана Лущевська про Христофора Колумба, Джона Ньюбері, Чарльза Дарвіна, Дніпрову Чайку, Перл Сайденстрікер Бак[49][50]*
- Національний олімпійський комітет України про художню гімнастику та Ірину Дерюгіну, Олександру Тимошенко, Олену Вітриченко, Катерину Серебрянську, Анну Безсонову[51]*

### 2011
- Олександр Гаврош про Григора Пинтю, Олександра Духновича, Івана Силу, Адальберта Ерделі, Августина Волошина[52][53]
- Національний олімпійський комітет України про легку атлетику та Володимира Куца, Юрія Сєдих, Валерія Борзова, Сергія Бубку, Наталю Добринську[54]*
- Національний олімпійський комітет України про баскетбол та Анатолія Поливоду, Сергія Коваленка, Олександра Сальникова, Олександра Білостінного, Олександра Волкова[55]*

### 2012
- Наталія Пуряєва про Омеляна Ковча, Івана Павла ІІ, Олександра Меня, Далай-лами XIV, Валерія Марченка[56]
- Частина книг серії схвалена Міністерством освіти і науки, молоді та спорту для використання у загальноосвітніх навчальних закладах

## Конкурс «Найкращий відгук на сучасну дитячу прозу»
З метою популяризації сучасної вітчизняної дитячої книги та заохочення учнів 4-5 класів загальноосвітніх навчальних закладів до систематичного читання сучасної української літератури та постійного підвищення культурного рівня учнів і покращення якості й ефективності процесу читання, починаючи із 2009 року видавництво «Грані-Т» за участю «Інституту інноваційних технологій і змісту освіти», щорічно проводить конкурс «Найкращий відгук на сучасну дитячу прозу». Серед книг рекомендованих для участі у конкурсі значне місце посідають книжки серії «Життя видатних дітей».
Основними завданнями конкурсу є:
- вироблення у дітей навичок самостійної роботи з книгою;
- популяризація сучасної вітчизняної дитячої книги;
- створення умов для позитивної мотивації учнів до читання, розширення у них читацького світогляду, розвитку їх читацьких умінь.[57]

## Нагороди книжок серії
- Почесна Грамота конкурсу «Книга Форуму — 2007» у рамках XIV Форуму видавців у Львові за книгу «Ірен Роздобудько про Блеза Паскаля, Вольфі Моцарта, Ганса Андерсена, Катрусю Білокур, Чарлі Чапліна»[58] (вересень, 2007);

## Про книжки серії у медіа
- Сумно?: Жанна Куява. Наталія Пуряєва про… Любов, яку часто не вміємо пояснити
- Буквоїд: Катріна Хаддад. Чому хлопчик любить малювати тварин? [Архівовано 7 липня 2012 у Wayback Machine.]
- День: Марія Семенченко. Дітям — про духовних лідерів [Архівовано 19 січня 2013 у Wayback Machine.]
- Друг читача: Ілона Замоцна. Як Андрусяк став письменником [Архівовано 11 серпня 2014 у Wayback Machine.]
- Буквоїд: Наталка Позняк. Гуцульські таємниці Івана Андрусяка [Архівовано 12 серпня 2014 у Wayback Machine.]
- Буквоїд: Артур Лантан. І знову про видатних… дітей [Архівовано 31 жовтня 2018 у Wayback Machine.]
- Літакцент: Доторкнутися до слова [Архівовано 18 березня 2015 у Wayback Machine.]